# Al Hassan Saleh
Al Hassan Saleh Eisa Ali, noto semplicemente come Al Hassan Saleh (in arabo الحسن صالح‎?; Emirati Arabi Uniti, 25 giugno 1991), è un calciatore emiratino, difensore del Sharjah e della nazionale emiratina.

## Statistiche

### Cronologia presenze e reti in nazionale
| Cronologia completa delle presenze e delle reti in nazionale ― Emirati Arabi Uniti | Cronologia completa delle presenze e delle reti in nazionale ― Emirati Arabi Uniti | Cronologia completa delle presenze e delle reti in nazionale ― Emirati Arabi Uniti | Cronologia completa delle presenze e delle reti in nazionale ― Emirati Arabi Uniti | Cronologia completa delle presenze e delle reti in nazionale ― Emirati Arabi Uniti | Cronologia completa delle presenze e delle reti in nazionale ― Emirati Arabi Uniti | Cronologia completa delle presenze e delle reti in nazionale ― Emirati Arabi Uniti | Cronologia completa delle presenze e delle reti in nazionale ― Emirati Arabi Uniti |
| Data                                                                               | Città                                                                              | In casa                                                                            | Risultato                                                                          | Ospiti                                                                             | Competizione                                                                       | Reti                                                                               | Note                                                                               |
| ---------------------------------------------------------------------------------- | ---------------------------------------------------------------------------------- | ---------------------------------------------------------------------------------- | ---------------------------------------------------------------------------------- | ---------------------------------------------------------------------------------- | ---------------------------------------------------------------------------------- | ---------------------------------------------------------------------------------- | ---------------------------------------------------------------------------------- |
| 05-01-2019                                                                         | Abu Dhabi                                                                          | Emirati Arabi Uniti                                                                | 1 – 1                                                                              | Bahrein                                                                            | Coppa d'Asia 2019 - 1º turno                                                       | -                                                                                  |                                                                                    |
| 10-01-2019                                                                         | Abu Dhabi                                                                          | India                                                                              | 0 – 2                                                                              | Emirati Arabi Uniti                                                                | Coppa d'Asia 2019 - 1º turno                                                       | -                                                                                  |                                                                                    |
| 14-01-2019                                                                         | al-'Ayn                                                                            | Emirati Arabi Uniti                                                                | 1 – 1                                                                              | Thailandia                                                                         | Coppa d'Asia 2019 - 1º turno                                                       | -                                                                                  | 34’                                                                                |
| 21-01-2019                                                                         | Abu Dhabi                                                                          | Emirati Arabi Uniti                                                                | 3 – 2 dts                                                                          | Kirghizistan                                                                       | Coppa d'Asia 2019 - Ottavi di finale                                               | -                                                                                  |                                                                                    |
| Totale                                                                             |                                                                                    | Presenze                                                                           | 4                                                                                  |                                                                                    | Reti                                                                               | 0                                                                                  |                                                                                    |

## Palmarès

### Club

#### Competizioni nazionali
- Campionato emiratino: 1

Sharjah: 2018-2019
- UAE Super Cup: 2

Sharjah: 2020, 2022

#### Competizioni internazionali
- AFC Champions League Two: 1

Sharjah: 2024-2025